# Różanka-Dwór
Różanka-Dwór (niem. Rosental Gut) – osada w Polsce położona w województwie warmińsko-mazurskim, w powiecie gołdapskim, w gminie Banie Mazurskie, w sołectwie Dąbrówka Polska.
W latach 1975–1998 miejscowość administracyjnie należała do województwa suwalskiego.